# Teilchenstromdichte
Die Teilchenstromdichte j bezeichnet die Anzahl N der Teilchen (z. B. Atome, Moleküle, Quasiteilchen), die sich im Zeitintervall dt durch eine Fläche A bewegen
{\displaystyle j={\frac {1}{A}}\ {\frac {\mathrm {d} N}{\mathrm {d} t}}.}
Der Teilchenstrom I ist dabei
{\displaystyle I={\frac {\mathrm {d} N}{\mathrm {d} t}}}.
Ursache der Bewegung kann dabei Diffusion sein, wie beim Fickschen Gesetz. Bei der elektrischen Leitung, bei der sich die Elektronen zwar in beiden Richtungen durch die Fläche bewegen, aber insgesamt ein Nettoanteil in eine Richtung strömt, bleibt eine Drift mit der sich die Elektronen durch die Fläche bewegen.
Die Teilchenstromdichte kann auch als Produkt von Teilchendichte {\displaystyle n} und Geschwindigkeit {\displaystyle v} der Teilchen definiert werden,
{\displaystyle {\vec {j}}=n\,{\vec {v}}}
wobei {\displaystyle {\vec {v}}} die mittlere Geschwindigkeit (also z. B. die Driftgeschwindigkeit) der Teilchen ist. Den obigen skalaren Ausdruck erhält man dann durch Integration über die Fläche {\displaystyle A}. Dabei wird an jeder Stelle das Skalarprodukt zwischen {\displaystyle {\vec {j}}} und der Normalkomponente des Flächenelements ({\displaystyle \mathrm {d} {\vec {A}}}) genommen:
{\displaystyle I=\int _{A}{\vec {j}}\cdot \mathrm {d} {\vec {A}}.}